# Ne okreći se
Ne okreći se (eng. Don't Look Now) je englesko-talijanski film redatelja Nicolasa Roega iz 1973. godine, baziran na istoimenoj noveli Daphne du Maurier.  Film je kombinacija psihološkog trilera i horrora, s nadnaravnim elementima, nizom čudnih slučajnosti koje povezuju događaje.  
Nedugo nakon što im se utopila kći, John i Laura Baxter borave u Veneciji gdje on radi na restauriranju stare crkve.  Za to vrijeme ona se počinje družiti s parom neobičnih sestara od kojih je jedna slijepa i navodno ima sposobnost komuniciranja s mrtvima te uvjerava Lauru da vidi njihovu pokojnu kćer.  Racionalni John im ne vjeruje i uskoro postaje vrlo zabrinut oko utjecaja koji one vrše na njegovu ženu.  Također i sam počinje imati čudne doživljaje, uključujući i povremeno viđenje misteriozne pojave u crvenoj kabanici koja ga izdaleka podsjeća na kćer.  Istovremeno, u gradu opustjelom izvan turističke sezone hara ubojica za kojim policija neuspješno traga.  
Osim po šokantnoj završnoj sceni, film je postao poznat i po sceni seksa između Julie Christie i Sutherlanda, koja je bila neuobičajeno eksplicitna za ono doba.  Postojale su i glasine da nije bila odglumljena, ali režiser i glumci su ih pobijali.  Zapravo, glumački par se tek upoznao na izradi filma, a Roeg je još inzistirao da to bude prva scena na snimanju kako bi je se što prije riješili.  Smislio ju je u posljednjem trenu, smatrajući da inače ima previše scena u kojima se bračni par svađa.  
U istraživanju Britanskog filmskog instituta 1999. zauzeo je osmo mjesto na listi od 100 najboljih britanskih filmova.  Posebno je hvaljena tjeskobna atmosfera i snimateljski rad za koji mu je dodijeljena nagrada BAFTA.  Američka prerada je u planu za 2007. godinu.